# Singö distrikt
Singö distrikt är ett distrikt i Norrtälje kommun och Stockholms län. 
Distriktet omfattar Singö med omkringliggande öar, i norra delen av kommunen. 

## Tidigare administrativ tillhörighet
Distriktet inrättades 2016 och utgörs av socknen Singö i Norrtälje kommun.
Området motsvarar den omfattning Singö församling hade vid årsskiftet 1999/2000.